# Zarząd Biur Projektów Energetycznych
Zarząd Biur Projektów Energetycznych – jednostka organizacyjna Ministerstwa Energetyki, istniejąca w latach 1952–1955. Powołana była w celu nadania właściwym form organizacyjnym jednostkom projektodawstwa energetycznego oraz zapewnienia sprawnej obsługi wykonawstwa inwestycyjnego w dziedzinie dokumentacji technicznej.

## Powołanie Zarządu
Na podstawie uchwały Prezydium Rządu z 1952 roku w sprawie utworzenia w Ministerstwie Energetyki Zarządu Biur Projektów Energetycznych ustanowiono Zarząd.
Nadzór na Zarządem sprawował Minister Energetyki. 
Naczelnym Dyrektorem zarządu był Tadeusz Dryzek.

## Przedmiot działania Zarządu
Przedmiotem działania Zarządu było:
- planowanie rozwoju jednostek projektujących sieci energetyczne,
- przyjęcie właściwych form organizacyjnych jednostek projektodawstwa energetycznego,
- nadzór na funkcjonowaniem poszczególnych biur projektowych,
- koordynacja obsługi wykonawstwa inwestycyjnego w ujęciu regionalnym,
- kontrola wykonawstwa projektów energetycznych,
- ogólne kierownictwo wszystkich podległych Ministerstwu Energetyki przedsiębiorstw projektowania energetycznego[1].

## Zniesienie Zarządu
Na podstawie uchwały Prezydium Rządu z 1955 r. w sprawie zlikwidowania Zarządu Biur Projektów Energetycznych zniesiono Zarząd.